# Brug 1127
Brug 1127 is een bouwkundig kunstwerk in Amsterdam-Zuidoost.
De brug is een zogenaamde duikerbrug. Zij werd in 1968/1969 gelegd in een brede afwateringstocht tussen de G-Buurt met Geerdinkhof en het park Bijlmerweide. Het park en het water zijn daar voor de helft om de buurt heen aangelegd. Er liggen in dit water zes vrijwel identieke duikers (brug 1124, brug 1125, brug 1126, brug 1127, brug 1128 en brug 1129), die keurig op een rijtje liggen. De brug verbindt de buurt en het park alleen voor voetgangers en fietsers. De zes bruggen hebben een identieke uitstraling. Ze liggen op maaiveldniveau waardoor voetgangers en fietsers over een bult in het landschap moeten gaan. De duiker is circa 32 meter lang en 4 meter breed; doorvaarthoogte is theoretisch, er is geen commerciële scheepvaart mogelijk in de gracht. Alle bouwonderdelen zijn in beton uitgevoerd, conform het ontwerp van de Dienst der Publieke Werken (specifieke ontwerper onbekend).
Elders in de wijk Zuidoost zijn soortgelijke duikers geplaatst. 
<<< · 1100 · 1101 · 1107 · 1008 · 1009 · 1110 · 1111 · 1119 · 1121 · 1122 · 1123 · 1124 · 1125 · 1126 · 1127 · 1128 · 1129 · 1130 · 1131 · 1132 · 1133 · 1134 · 1135 · 1139 · 1140 · 1141 · 1142 · 1143 · 1144 · 1145 · 1146 · 1148 · 1149 · 1150 · 1151 · 1152 · 1153 · 1154 · 1155 · 1156 · 1157 · 1159 · 1162 · 1163 · 1164 · 1165 · 1167 · 1170 · 1171 · 1172 · 1173 · 1174 · 1175 · 1176 · 1177 · 1179 · 1180 · 1181 · 1182 · 1183 · 1184 · 1186 · 1187 · 1188 · 1189 · 1190 · 1191 · 1192 · 1193 · 1194 · 1195 · 1196 · 1197 · 1198 · 1199 · >>>
Brugnummers 1102-1106 (gesloopt), 1112-1118 (gesloopt), 1120, 1136-1138, 1145, 1147, 1158 (onbekend), 1160, 1161, 1166, 1168, 1169, 1178 en 1185 (voetbrug Bijlmerweide bouw 1970, sloop 2015) zijn niet (meer) vergeven.